# Clovia geniculata
Clovia geniculata är en insektsart som beskrevs av Victor Lallemand 1924. Clovia geniculata ingår i släktet Clovia och familjen spottstritar. Inga underarter finns listade i Catalogue of Life.